# Clan Uesugi
El clan Uesugi (上杉 氏, Uesugi-shi) va ser un clan samurai japonès descendent del clan Fujiwara i especialment destacat pel poder que van tenir els seus membres durant els períodes Muromachi i Sengoku (aproximadament, ens durant els segles XIV al XVII).
El clan es va dividir en tres branques principals, els Ōgigayatsu, Inukake i Yamanouchi Uesugi, que van guanyar una considerable influència. El clan va arribar gran fama mitjançant Uesugi Kenshin (1530-1578), un dels principals dàimio del període Sengoku.
Durant el període Edo el clan es va convertir en tozama-dàimio. També durant el període Edo, l'Uesugi va ser designat com un dels clans tozama o externs, en contrast amb els clans dàimio fudai o interns que eren vassalls hereditaris o aliats del clan Tokugawa.

## Membres destacats del clan
- Uesugi Shigefusa (s. XIII)
- Uesugi Norifusa (m. 1355)
- Uesugi Shigeyoshi (m. 1349)
- Uesugi Akiyoshi (m. 1351)
- Uesugi Yoshinori (m. 1378)
- Uesugi Noriharu (m. 1379)
- Uesugi Norikata (1335-1394)
- Uesugi Norimoto (1383-1418)
- Uesugi Norizane (1410-1466)
- Uesugi Kiyokata (m. 1442)
- Uesugi Fusaaki (1432-1466)
- Uesugi Noritada (1433-1454)
- Uesugi Akisada (1454-1510)
- Uesugi Tomooki (1488-1537)
- Uesugi Norimasa (1522-1579)
- Uesugi Tomosada (1525-1546)
- Uesugi Kenshin (1530-1578)
- Uesugi Kagetora (1552-1579)
- Uesugi Kagekatsu (1555-1623)
- Uesugi Harunori (1751-1822)